# Die Entführer lassen grüßen
Die Entführer lassen grüßen (französischer Originaltitel: L’aventure, c’est l’aventure) ist eine französisch-italienische Filmkomödie des Regisseurs Claude Lelouch aus dem Jahr 1972. Er handelt auf komische, teilweise skurrile Art von fünf in die Jahre gekommenen Gangstern, die sich mit einer veränderten Welt konfrontiert sehen, in der man nicht einfach eine Bank überfallen kann, um schnelles Geld zu machen.

## Handlung
Ein Gerichtsprozess beleuchtet die Mitte der 1960er Jahre beginnende klassische Verbrecherkarriere von Simon Duroc als Reifendieb, Jacques als Schmuggler und Lino Massaro als Kunstfälscher mit ihren Gehilfen Aldo und Charlot. Nach einigen Gefängnisaufenthalten und „traumatischen“ Erlebnissen (Lino Massaro verliert als Zuhälter die Kontrolle über 3000 Prostituierte, die einen Generalstreik durchführen, Jacques muss für einen Banküberfall mit 100.000 Franc Beute 60.000 Franc investieren) beschließen sie 1972 gemeinsam, ihre althergebrachten Gangstermethoden zu modernisieren. Sie nehmen Unterricht in politischer Bildung und entführen Johnny Hallyday direkt aus einem Konzert. Dieser zahlt sein Lösegeld per Scheck selber und kann sich über große Publicity in den Medien freuen. 
Als Nächstes wird im Auftrag des lateinamerikanischen Revolutionärs General Ernesto Juarez der Schweizer Botschafter Armand Herzberg entführt. Für seine Freilassung werden gefangene Revolutionäre ausgetauscht. Da Juarez den fünf Entführern den vereinbarten Lohn von 200.000 Dollar nicht bezahlen will, wird dieser kurzerhand entführt und die Lösegeldforderung über 300.000 Dollar zeitgleich an die Revolutionäre, an die Armee und an die CIA übermittelt, die alle bezahlen und gleichzeitig versuchen, Juarez zu bekommen. Bei dem sich anschließenden Feuergefecht wird die Hütte, in der Juarez eingesperrt ist, zerstört. Dann entführen sie eine Boeing 747 und bieten sich, während die Maschine noch in der Luft ist, der Versicherungsgesellschaft als Spezialisten für die Wiederbeschaffung an, für zwei Millionen Dollar in bar.
Die fünf Entführer genießen in der Südsee ihren Wohlstand, beginnen sich aber schnell zu langweilen. Mit einem Trick werden sie nun ihrerseits entführt und stehen dem totgeglaubten Juarez gegenüber, der von ihnen die Herausgabe des ergaunerten Geldes durchsetzt. Gleichzeitig verrät er sie an die französische Justiz, die ihnen den Prozess macht. Aus Gründen der Staatsräson wird ihnen die Flucht aus dem Gerichtsgebäude ermöglicht, und sie werden in ein afrikanisches Land ausgeflogen. Hier könnten sie in Absprache mit dem Militär „am nächsten Mittwoch“ durch Putsch die Macht übernehmen und dadurch viel Geld verdienen. Sie entscheiden sich aber, den schon am Dienstag im Land eintreffenden Papst zu entführen und als Lösegeld einen Franc von jedem Katholiken auf der Welt zu verlangen, was ihnen auch gelingt.

## Kritiken
„Nur stellenweise wirklich amüsant, begnügt sich die Gaunerkomödie überwiegend mit burlesken Gags und harmlosen Späßen“, befand das Lexikon des internationalen Films.